# Dolores Romero Morales
María Dolores Romero Morales (1971)es una investigadora de operaciones española y profesora de investigación de operaciones en la Copenhagen Business School. Los temas de su investigación incluyen la gestión de la cadena de suministro, la gestión de ingresos y la minería de datos .

## Trayectoria
Romero estudió matemáticas en la Universidad de Sevilla, donde obtuvo la licenciatura y maestría en 1994. Completó un doctorado en investigación operativa en la Universidad Erasmus de Rotterdam en 2000. Su tesis, Problemas de optimización en la gestión de la cadena de suministro, fue promovida conjuntamente por Jo van Nunen y H. Edwin Romeijn. 
Fue profesora adjunta de administración de empresas en la Universidad de Cádiz de 1995 a 1996, y en la Universidad de Sevilla en 1998. Tras finalizar su doctorado, se convirtió en profesora adjunta de investigación operativa en el departamento de economía cuantitativa de la Universidad de Maastricht en 2000. Se trasladó a la Universidad de Oxford en 2003 como profesora y miembro del St Cross College, Oxford ; en Oxford, fue ascendida a lectora en 2006 y profesora en 2012. Se trasladó a la Copenhagen Business School en 2014. 

## Contribuciones
Romero es la editora en jefe de TOP, una revista española de investigación operativa, de 2020 a 2022. También es la coordinadora de la Red de científicos europeos de datos (NeEDS), un proyecto de la UE fundado en 2019 que tiene como objetivo aplicar el análisis de big data a las predicciones relacionadas con el coronavirus. 